# 布鲁克·安德森
布鲁克·安德森（英語：Brooke Andersen，1995年8月23日—），美国女子田径运动员，2018年北美、中美和加勒比海田径锦标赛女子链球铜牌得主、2019年泛美运动会女子链球银牌得主、2022年北美、中美和加勒比海田径锦标赛女子链球银牌得主、2022年世界田径锦标赛女子链球金牌得主。